# 8188 Okegaya
8188 Okegaya este un asteroid din centura principală, descoperit pe 18 decembrie 1992, de Yoshikane Mizuno și Toshimasa Furuta.